# I'll Be Missing You
"I'll Be Missing You" là một bài hát của nghệ sĩ thu âm người Mỹ Puff Daddy và ca sĩ người Mỹ Faith Evans, hợp tác với nhóm nhạc R&B 112 để tưởng nhớ nghệ sĩ đồng nghiệp cùng hãng đĩa Bad Boy Records là Christopher "The Notorious B.I.G." Wallace, người đã bị ám sát vào ngày 9 tháng 3 năm 1997. Nó được phát hành vào ngày 27 tháng 5 năm 1997 bởi Bad Boy Records như là đĩa đơn thứ hai trích từ album phòng thu đầu tay của Puff Daddy & the Family, No Way Out (1997). Đây là một bản rap ballad kết hợp với những yếu tố của nhiều thể loại nhạc khác nhau như hip hop, R&B và phúc âm, trong đó sử dụng đoạn nhạc mẫu từ bài hát năm 1983 "Every Breath You Take" của The Police.
Sau khi phát hành, "I'll Be Missing You" nhận được những phản ứng tích cực từ các nhà phê bình âm nhạc, trong đó họ đánh giá cao nội dung lời bài hát trong việc tưởng nhớ nam rapper quá cố. Năm 1998, bài hát chiến thắng một giải Grammy ở hạng mục Trình diễn Rap xuất sắc nhất của bộ đôi hoặc nhóm nhạc tại lễ trao giải thường niên lần thứ 40. Nó cũng gặt hái những thành công vượt trội về mặt thương mại, ra mắt ở vị trí số một trên bảng xếp hạng Billboard Hot 100 và trụ vững ở vị trí này trong 11 tuần liên tiếp, trở thành đĩa đơn quán quân thứ hai liên tiếp của Dady cũng như đầu tiên của Evans và 112. Trên thị trường quốc tế, "I'll Be Missing You" đạt vị trí quán quân ở hầu hết những quốc gia nó xuất hiện, bao gồm Úc, Áo, Bỉ (Flanders), Canada, Đan Mạch, Đức, Ireland, Ý, Hà Lan, New Zealand, Na Uy, Tây Ban Nha, Thụy Điển, Thụy Sĩ và Vương quốc Anh. Tính đến nay, nó đã bán được hơn 8 triệu bản trên toàn thế giới, trở thành một trong những đĩa đơn bán chạy nhất mọi thời đại.
Video ca nhạc cho "I'll Be Missing You" được đạo diễn bởi Hype Williams và nhận được hai đề cử tại Giải Video âm nhạc của MTV năm 1997 cho Video R&B xuất sắc nhất và Bình chọn của khán giả, và chiến thắng giải đầu tiên. Để quảng bá bài hát, họ đã trình diễn nó trên nhiều chương trình truyền hình và lễ trao giải như Vibe, Giải thưởng Soul Train Lady of Soul năm 1997 và Giải Video âm nhạc của MTV năm 1997 (với sự tham gia của giọng ca chính của The Police, Sting). Bài hát cũng được hát lại bởi nhiều nghệ sĩ khác.

## Danh sách bài hát
Đĩa CD tại châu Âu
1. "I'll Be Missing You" - 5:08
2. "I'll Be Missing You" (bản không lời) – 5:08

Đĩa CD maxi tại châu Âu
1. "I'll Be Missing You" - 5:08
2. "We'll Always Love Big Poppa" (trình diễn bởi The Lox) - 5:45
3. "Cry On" (trình diễn bởi 112) - 5:24
4. "I'll Be Missing You" (bản không lời) – 5:08
5. "We'll Always Love Big Poppa" (trình diễn bởi The Lox) – 5:40

## Xếp hạng
| Bảng xếp hạng (1997)                     | Vị trí cao nhất |
| ---------------------------------------- | --------------- |
| Úc (ARIA)                                | 1               |
| Áo (Ö3 Austria Top 40)                   | 1               |
| Bỉ (Ultratop 50 Flanders)                | 1               |
| Bỉ (Ultratop 50 Wallonia)                | 3               |
| Canada (RPM)                             | 4               |
| Canada (Soundscan)                       | 1               |
| Đan Mạch (Tracklisten)                   | 1               |
| Châu Âu (European Hot 100 Singles)       | 1               |
| Phần Lan (Suomen virallinen lista)       | 3               |
| Pháp (SNEP)                              | 2               |
| Đức (Official German Charts)             | 1               |
| Ireland (IRMA)                           | 1               |
| Ý (FIMI)                                 | 1               |
| Hà Lan (Dutch Top 40)                    | 1               |
| Hà Lan (Single Top 100)                  | 1               |
| New Zealand (Recorded Music NZ)          | 1               |
| Na Uy (VG-lista)                         | 1               |
| Scotland (OCC)                           | 1               |
| Tây Ban Nha (AFYVE)                      | 1               |
| Thụy Điển (Sverigetopplistan)            | 1               |
| Thụy Sĩ (Schweizer Hitparade)            | 1               |
| Anh Quốc (OCC)                           | 1               |
| Hoa Kỳ Billboard Hot 100                 | 1               |
| Hoa Kỳ Hot R&B/Hip-Hop Songs (Billboard) | 1               |
| Hoa Kỳ Pop Airplay (Billboard)           | 13              |
| Hoa Kỳ Rhythmic (Billboard)              | 1               |

| Bảng xếp hạng (1997)                 | Vị trí |
| ------------------------------------ | ------ |
| Australia (ARIA)                     | 4      |
| Austria (Ö3 Austria Top 40)          | 2      |
| Belgium (Ultratop 50 Flanders)       | 4      |
| Belgium (Ultratop 50 Wallonia)       | 13     |
| Canada Top Singles (RPM)             | 36     |
| Denmark (Tracklisten)                | 2      |
| Europe (European Hot 100)            | 2      |
| Finland (Suomen virallinen lista)    | 16     |
| France (SNEP)                        | 8      |
| Germany (Official German Charts)     | 2      |
| Italy (FIMI)                         | 1      |
| Netherlands (Dutch Top 40)           | 1      |
| Netherlands (Single Top 100)         | 2      |
| New Zealand (Recorded Music NZ)      | 2      |
| Norway Summer Period (VG-lista)      | 1      |
| Norway Autumn Period (VG-lista)      | 13     |
| Sweden (Sverigetopplistan)           | 2      |
| Switzerland (Schweizer Hitparade)    | 2      |
| UK Singles (OCC)                     | 3      |
| US Billboard Hot 100                 | 3      |
| US Hot Rap Songs (Billboard)         | 1      |
| US Hot R&B/Hip-Hop Songs (Billboard) | 2      |

| Bảng xếp hạng (1990–99)              | Vị trí |
| ------------------------------------ | ------ |
| Austria (Ö3 Austria Top 40)          | 28     |
| France (SNEP)                        | 53     |
| Netherlands (Dutch Top 40)           | 18     |
| UK Singles (Official Charts Company) | 9      |
| US Billboard Hot 100                 | 10     |

| Bảng xếp hạng                        | Vị trí |
| ------------------------------------ | ------ |
| UK Singles (Official Charts Company) | 21     |
| US Billboard Hot 100                 | 99     |

## Chứng nhận
| Quốc gia                                                                           | Chứng nhận  | Số đơn vị/doanh số chứng nhận |
| ---------------------------------------------------------------------------------- | ----------- | ----------------------------- |
| Úc (ARIA)                                                                          | 2× Bạch kim | 140.000^                      |
| Áo (IFPI Áo)                                                                       | 2× Bạch kim | 100.000*                      |
| Bỉ (BEA)                                                                           | Bạch kim    | 50,000*                       |
| Canada (Music Canada)                                                              | Bạch kim    | 100,000^                      |
| Pháp (SNEP)                                                                        | Vàng        | 492,000                       |
| Đức (BVMI)                                                                         | 3× Bạch kim | 0^                            |
| Hà Lan (NVPI)                                                                      | 2× Bạch kim | 150.000^                      |
| New Zealand (RMNZ)                                                                 | Bạch kim    | 15,000*                       |
| Na Uy (IFPI)                                                                       | Bạch kim    | 10.000*                       |
| Thụy Điển (GLF)                                                                    | 2× Bạch kim | 60.000^                       |
| Thụy Sĩ (IFPI)                                                                     | Bạch kim    | 50.000^                       |
| Anh Quốc (BPI)                                                                     | 2× Bạch kim | 1,700,000                     |
| Hoa Kỳ (RIAA)                                                                      | 3× Bạch kim | 3,100,000                     |
| * Chứng nhận dựa theo doanh số tiêu thụ. ^ Chứng nhận dựa theo doanh số nhập hàng. |             |                               |